# 渭原敏明
渭原敏明（いはら としあき）は、アニメのメカニックデザイナー。

## 経歴・人物
静岡県出身。1992年にアフタヌーン四季賞で佳作を受賞し、2000年にメカニックデザイナーとしてデビュー。

## 参加作品

### テレビアニメ
- 『ゲートキーパーズ』(2000年、メカ設定 (増尾昭一と共同))
- 『フルメタル・パニック!』 (2002年、メカデザイン (海老川兼武と共同)[1]
- 『フルメタル・パニック！ The Second Raid』 (2005年、メカデザイン (海老川兼武と共同))
- 『超速変形ジャイロゼッター 』(2012年、ジャイロゼッターデザイン (池田幸雄、ヒラタリョウ、今石進、海老川兼武、界グラフィックス、片貝文洋、河森正治、常木志伸、ブリュネ・スタニスラス、森木靖泰、矢薙じょう、ロマン・トマ、鷲尾直広と共同))
- 『コンクリート・レボルティオ〜超人幻想〜』(2015年、SFデザインワークス、海老川兼武・柳瀬敬之・松本秀幸と共作）
- 『フルメタル・パニック! Invisible Victory』(2018年、メカデザイン (海老川兼武と共同))
- 『エガオノダイカ』（2019年、メカデザイン（柳瀬敬之と共同））
- 『機動戦士Gundam GQuuuuuuX』（2025年、デザインワークス、ディティールワークス）[2]

### 劇場アニメ
- 『ヱヴァンゲリヲン新劇場版:Q 』 (2012年、デザインワークス (本田雄、渡部隆、コヤマシゲト、小松田大全、高倉武史、小林浩康、吉崎響、浅井真紀、前田真宏、鶴巻和哉、樋口真嗣、出渕裕、庵野秀明と共同))
- 『宇宙戦艦ヤマト2199』 (2012年、メカ作画監督補佐、レイアウト協力)
- 『宇宙戦艦ヤマト2199 星巡る方舟 』 (2014年、メカニカルディテールワークス (高倉武史、枝松聖、上津康義と共同))
- 『モーレツ宇宙海賊 ABYSS OF HYPERSPACE -亜空の深淵-』 (2014年、原図整理 (上津康義と共同))
- 『M3〜ソノ黒キ鋼〜 』 (2014年、メカデザイン (河森正治、ブリュネ・スタニスラス、宮崎真一、鈴木雅久、川原智弘と共同) 、メカ作画監督 (全話))
- 『シン・エヴァンゲリオン劇場版』（2021年、メカニックデザイン・ディティールワークス）

### Web
- 日本アニメ（ーター）見本市 『I can Friday by day!』(2015年、メカデザイン）[3]
- A.I.C.O. Incarnation（2018年、デザインワークス）

### 実写映画
- シン・仮面ライダー（2023年、デザイン協力）